# Sionsberg
Sionsberg is een gebouw in de Friese stad Dokkum waarin een huisartsenpost, diverse paramedische bedrijven en een aantal zelfstandige behandelcentra (zbc) voor medisch specialistische zorg zijn gevestigd.

## Geschiedenis
Het gebouw aan de Birdaarderstraatweg huisvestte tot 2014 voormalig ziekenhuis De Sionsberg. 
Op 17 januari 2015 had de regio tijdens de Sionsbergdag de plannen gemaakt voor een nieuwe structuur van medisch specialistische zorg in de regio. Op 23 januari 2015 werden er definitieve plannen bekendgemaakt. Sionsberg begon op maandag 26 januari 2015 als samenwerkingsverband tussen de verschillende zelfstandige behandelcentra met 35 werknemers en als diagnostisch en anderhalve lijns centrum met in totaal circa 100 medewerkers. De nieuwe eigenaren zijn drie ZBC's met ieder een eigen WTZI vergunning: DC klinieken (Loek Winter), Cardiologie Centra Nederland en ZuidOost Zorg. In het medisch centrum kunnen mensen terecht voor de huisarts, poliklinische en dagbehandelingen op gebied van cardiologie, neurologie, longgeneeskunde, dermatologie, chirurgie, interne geneeskunde, orthopedie, kno-heelkunde, urologie, gynaecologie en kaakchirurgie.
Het eigendom van het gebouw werd overgenomen door DC Klinieken. Het wordt gebruikt door een huisartsenpost en sinds 26 januari 2015 ook door DC Klinieken, Cardologie Centrum Dokkum, beide zelfstandige behandelcentra voor medisch specialistische zorg. Er zijn geen bedden voor klinische opnames. Er is ook geen 24 uurs EHBO. In 2017 werd een lunchroom van de firma Haagens geopend in een gedeelte van het gebouw.
In de laatste week van januari werd bekend dat de oogkliniek ook als ZBC ging doorstarten in Dokkum. Verder openden per 2 februari 2015 de spoedeisende hulp en de poli chirurgie weer de deuren en per 9 februari de poli interne geneeskunde.
De afdeling oogheelkunde is afgesplitst en overgenomen door zelfstandig behandelcentrum Oog en Welzijn. Op 2 maart 2015 ging de nieuwe oogkliniek van start met twee oogartsen en zeventien medewerkers. Inmiddels is Oog en Welzijn gemoderniseerd en uitgegroeid tot een centrum met zeven oogartsen en meer dan dertig medewerkers. Jaarlijks zijn er meer dan 20.000 polikliniekbezoeken en worden meer dan 1.600 staaroperaties uitgevoerd.